# ذاكرة (فلم)
ذاكرة (بالإنجليزية: Memory) هو فيلم أكشن إثارة أمريكي صدر عام 2022 من إخراج مارتن كامبل وبطولة ليام نيسون، غاي بيرس ومونيكا بيلوتشي.

## وصلات خارجية
- ذاكرة على موقع IMDb (الإنجليزية)
- ذاكرة على موقع ميتاكريتيك (الإنجليزية)
- ذاكرة على موقع روتن توميتوز (الإنجليزية)
- ذاكرة على موقع ألو سيني (الفرنسية)
- ذاكرة على موقع فيلمافينيتي (الإسبانية)
- ذاكرة على موقع قاعدة بيانات الأفلام السويدية (السويدية)
- ذاكرة على موقع قاعدة بيانات الفيلم (الإنجليزية)
- ذاكرة على موقع ليتربوكسد (الإنجليزية)
- ذاكرة على موقع كينوبويسك (الروسية)